# Пайграй, Ульяна Ивановна
Ульяна Ивановна Пайграй (бел. Ульяна Іванаўна Пайграй; 1919 год, деревня Котчицы — 2006 год) — звеньевая совхоза имени 10 лет БССР Министерства совхозов СССР, Любаньский район Бобруйской области, Белорусская ССР. Герой Социалистического Труда (1948).

## Биография
Родилась в 1919 году в крестьянской семье в деревне Кточицы. С 30-х годов трудилась в совхозе имени 10 лет БССР. После Великой Отечественной войны восстанавливала разрушенное совхозное хозяйство, работала весовщиком на совхозном пенькозаводе и полеводом. Позднее возглавляла полеводческое звено.
В 1947 году звено Ульяны Пайграй собрало вручную в среднем с каждого гектара 30,3 центнера зерновых на участке площадью 8 гектаров и 273 центнера картофеля. Указом Президиума Верховного Совета СССР от 24 апреля 1948 года удостоена звания Героя Социалистического Труда с вручением ордена Ленина и золотой медали «Серп и Молот».
Проработала в совхозе имени 10 лет БССР до глубокой старости.
Скончалась в 2006 году.